# Antilles néerlandaises aux Jeux olympiques d'été de 1952
Les Antilles néerlandaises participent aux Jeux olympiques d'été de 1952 à Helsinki.
Son équipe de football participe au tournoi olympique.

## Liste des médaillés
Aucun athlète des Antilles néerlandaises ne remporte de médaille durant ces Jeux olympiques.

## Athlètes engagés par sport
| 21 juillet, 1952 12:00 | Turquie                     | 2 – 1 | Antilles néerlandaises | Lahti                      |                            |
|                        | Tokac 9e · Bilge 76e (pen.) |       | Briezen 79e            | Arbitrage : Carl Jorgensen | Arbitrage : Carl Jorgensen |
|                        | Rapport                     |       |                        | Arbitrage : Carl Jorgensen | Arbitrage : Carl Jorgensen |